# كأس ويلز 1953–54
كأس ويلز 1953–54 (بالإنجليزية: 1953–54 Welsh Cup)‏ هو موسم من كأس ويلز. فاز فيه Flint Town United F.C. ‏.